# Rudy Seánez

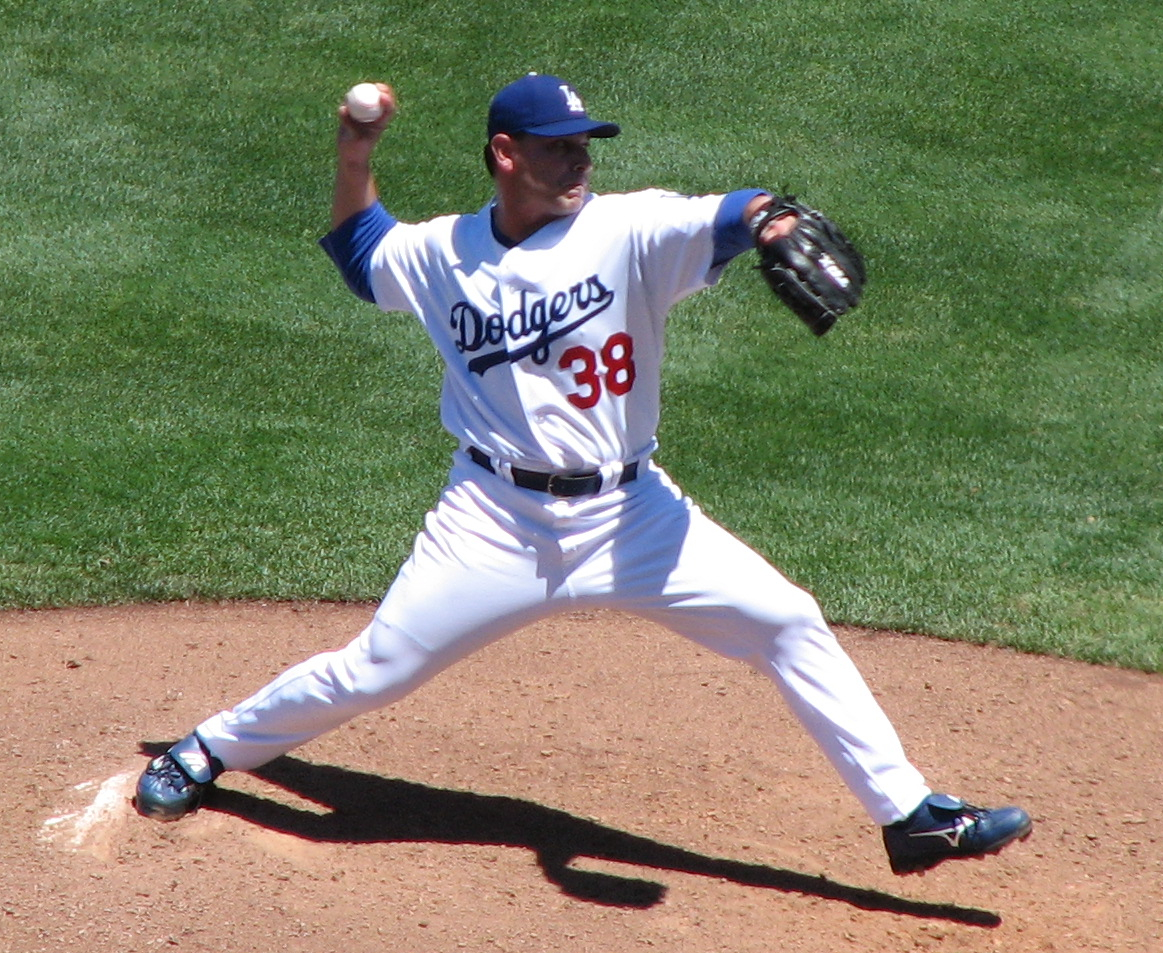

Rudy Caballero Seánez (20 de outubro de 1968) é um jogador profissional de beisebol estadunidense.

## Carreira
Rudy Seánez foi campeão da World Series 2008 jogando pelo Philadelphia Phillies. Na série de partidas decisiva, sua equipe venceu o Tampa Bay Rays por 4 jogos a 1.